# Days (나카모리 아키나의 노래)
〈Days〉(데이즈)는 일본의 여가수 나카모리 아키나(中森明菜)의 42번째 싱글로 2003년 4월 30일에 발매하였다. (12cmCD: UMCK-5094) 작사는 가수인 나카모리가, 작곡은 오다 테츠로(織田哲郎)가, 편곡은 다케베 사토시(武部聡志)가 담당하였고 유니버설 뮤직 재팬 소속의 레이블인 유니버설 J에서 출시되었다. B사이드 곡은 〈화 -HANA-〉(華 -HANA-)로 작사는 나츠노 세리코(夏野芹子)가, 작곡은 우치이케 히데카즈(内池秀和)가, 편곡은 토리야마 유지(鳥山雄司)가 도맡았다. 가수인 나카모리가 손수 작사한 곡으로, 처음으로 A사이드에 올라온 그녀의 첫 작사곡이기도 하다. 이 싱글은 또한 반주곡까지 포함, 도합 5곡이 수록되었는데 그 중 하나는 나카모리 아키나의 라이벌로 회자되던 마츠다 세이코의 곡 〈유리빛의 지구〉(瑠璃色の地球 루리이로노치큐[*])가 보너스 트랙으로 수록되어 있다. 본래 커버 음반 《-ZEROalbum- 가희2》에 이미 수록된 곡이었으나 싱글에 다시 넣어 재발매되었다.
2003년 5월 12일, 오리콘 주간 싱글 차트 30위로 처음 등장하여 차트 톱100을 4주 동안 지켰다.

## 수록곡
| #            | 제목                                       | 작사            | 작곡              | 편곡          | 재생 시간 |
| ------------ | ------------------------------------------ | --------------- | ----------------- | ------------- | --------- |
| 1.           | 〈〈Days〉〉                               | 나카모리 아키나 | 오다 테츠로       | 다케베 사토시 | 5:00      |
| 2.           | 〈〈화 -HANA-〉(華 -HANA-)〉               | 나츠노 세리코   | 우치이케 히데카즈 | 토리야마 유지 | 4:50      |
| 3.           | 〈〈유리빛의 지구〉(瑠璃色の地球)〉        | 마츠모토 다카시 | 히라이 나츠미     | 센주 아키라   | 4:24      |
| 4.           | 〈〈Days〉(instrumental)〉                 |                 |                   |               | 5:01      |
| 5.           | 〈〈화 -HANA-〉(華 -HANA-, instrumental)〉 |                 |                   |               | 4:45      |
| 총 재생 시간 | 총 재생 시간                               | 총 재생 시간    | 총 재생 시간      | 총 재생 시간  | 24:00     |